# 司封司
司封司，吏部官署名称，为吏部四司之一。
唐高宗龙朔二年（662年）改主爵司为司封司，正副官员为司封大夫、司封员外郎。管理封爵、命妇赐予之级，咸亨元年（670年），恢复主爵司的旧名。垂拱元年（685年），再改为司封司，正副官员改为司封郎中、司封员外郎。神龙元年（705年），再恢复主爵司的旧名。开元二十四年（736年），定名司封司。司封郎中从五品上，司封员外郎从六品上。五代十国沿置，北宋初年，设判司事一员，以无职事朝官担任，主管定谥之事。司封郎中为五品寄禄官，司封员外郎为六品寄禄官。元丰改制设司封郎中从六品、司封员外郎正七品，管理封爵、赠官、宗室诸亲和命妇奏荫、承袭。金朝、元朝吏部不分司。明朝洪武十三年（1380年）设司封部，设司封郎中正五品、司封员外郎从五品，洪武二十九年（1396年）改为验封清吏司。